# NecroVisioN
NecroVisioN — відеогра в жанрі шутера від першої особи, перша гра з однойменної серії ігор, розроблена польською ігровою студією The Farm 51 для Microsoft Windows, і видана 505 Games 20 лютого 2009 року. Офіційним локалізатором, регіональним видавцем і розповсюджувачем NecroVisioN на території Сполучених Штатів Америки і Канади є компанія Aspyr Media. Офіційним локалізатором, регіональним видавцем і розповсюджувачем гри NecroVisioN на території країн СНД — компанія 1С. Дата виходу локалізації гри від Aspyr Media в США відбулася 25 травня 2009 року, в Канаді — 10 серпня 2009 року.
Ще до офіційної покупки компанії People Can Fly, розробника відомої відеоігри PainKiller, компанією Epic Games частина співробітників пішла з People Can Fly і заснувала нову компанію The Farm 51, яка згодом випустила NecroVisioN.
Приквел NecroVisioN: Lost company, відомий в СНД як NecroVisioN: Проклята рота, вийшов в лютому 2010 року. В іграх NecroVisioN і NecroVisioN: Lost company використовується ігровий рушій NecroEngine — поліпшена версія ігрового рушія PainEngine, який використовувався в грі PainKiller.
Сюжет розгортається в часи Першої світової війни. Американський солдат Саймон, опинившись на європейських фронтах, виявляє, що тим часом демони готують вторгнення на землю. Тож йому належить подолати їхніх слуг та завадити привести військо з пекла.

## Ігровий процес

### Основи
Дія гри розгортається в різноманітних декораціях: спочатку на полях битв Першої світової, потім — в похмурому підземному світі, де панують вампіри і демони. Гравець виступає в ролі солдата Саймона, котрому належить битися автентичною зброєю часів Першої світової, а також застосовувати магічні артефакти проти вампірів, демонів і зомбі. Запас здоров'я Саймона має дві стадії. Коли більшість здоров'я втрачається, він починає швидше рухатися. Поступово, якщо герой не зазнає поранень, здоров'я відновлюється, проте тільки до певного рівня, решту потрібно відновлювати аптечками.
Особливість NecroVisioN полягає в одночасному використанні обох рук: в кожній можна тримати інакшу зброю та битися нею, незалежно керуючи кожною. Знищуючи ворогів, Саймон поступово заповнює шкалу адреналіну. Коли вона заповнена, або при втраті значної кількості здоров'я, швидкість руху зростає. Також, стрілецьку зброю можна використати в ближньому бою: бити ворогів штиком, руків'ям, або відштовхнути ногою. З часом Саймон отримує магічну рукавицю, яка замінює адреналін на шкалу люті, котра додатково дозволяє, залежно від екіпірованого артефакта, вражати ворогів навколо блискавками, або жбурляти вогненні кулі.
Після завершення сюжетних глав відкриваються випробування з особливими умовами. Наприклад, від гравця вимагається вбити за відведений час певну кількість ворогів, користуючись лише вказаною зброєю. В нагороду гравець отримує закляття, збільшення максимального запасу адреналіну й люті, або предмет, що перебуватиме в інвентарі про запас.

### Зброя
Курсивом виділена зброя, яка з'явилась у NecroVisioN: Lost Company.
Холодна зброя
- Саперна лопатка — основна атака — удар, альтернативна — кинути, наче метальний ніж.
- Палиця з шипами — замінює лопатку, якщо вона є в інвентарі. Основна атака — удар, альтернативна — кинути.
- Bayonet 1895/08 — німецький штик-ніж. Основна атака — колотий удар, альтернативна — кинути штик. В інвентарі може бути до 5 штиків.

Пістолети
В грі є можливість використовувати 2 пістолети одночасно, тримаючи по одному в кожній руці, при чому не обов'язково 2 однакових. Кожна рука має окрему клавішу для атаки. За замовчуванням, ліва кнопка миші призначена для стрільби з лівої руки, а права — з правої. Якщо вибрати один пістолет, ПКМ буде використовуватись для прицілювання. Всі пістолети, окрім сигнального, мають спільний боєзапас, який становить до 288 набоїв, не враховуючи набоїв у магазинах пістолетів.
- Colt M1911 — стартова зброя Саймона протягом перших рівнів гри. Місткість магазина — 7 набоїв.
- Пістолет Люгера — від М1911 відрізняється більшими місткістю магазина (8 набоїв) і темпом стрільби, але наносить менші пошкодження.
- Сигнальний пістолет — однозарядна зброя, яка завдає сильних ушкоджень і підпалює ворогів, однак має низький темп стрільби і повільну перезарядку, а сигнальні постріли летять повільно.

Гвинтівки
- Lee-Enfield — британська гвинтівка, доступна лише у пролозі і першому рівні. Місткість магазина —10 патронів, перезаряджається за допомогою обойм.
- Mauser 98 — німецька гвинтівка, при підборі замінює Lee-Enfield. Місткість магазина — 5 набоїв, в запасі 105 набоїв. В грі є декілька варіантів гвинтівки.
  - Якщо у Саймона є штики, то на гвинтівці буде встановлений штик. При цьому удар прикладом замінюється на колотий удар штиком.
  - Снайперська гвинтівка — має нерегульований оптичний приціл.
  - Гвинтівковий гранатомет — всього 15 гранат в боєзапасі.

Автоматична зброя
- MP-18 — пістолет-кулемет з високим темпом стрільби, але сильною віддачею. Наносить середні пошкодження. Місткість магазина — 32 набої, в запасі — 382.
- Browning M1918 — автоматична гвинтівка, яка наносить сильні пошкодження і має помірну віддачу. Місткість магазина — 20 набоїв, в запасі — 100.
- MG-08/15 — ручний кулемет. Дуже потужна зброя з високим темпом стрільби і високою віддачею. Використовує барабан із стрічкою на 50 набоїв, в запасі — 350.
  - Можливе використання двох кулеметів. Це посилює темп стрільби і наносить більше пошкоджень за той же час, але при цьому значно зростає віддача і, як наслідок, падає точність.
  - Кулемет з підствольним вогнеметом. Альтернативна атака — вогонь. Ємність вогнемета — 50 одиниць палива. Кулемет з вогнеметом можна використовувати лише один.

Зброя вампірів
Ця зброя зустрічається у грі, починаючи з шостого рівня. За своїми характеристиками вона значно переважає людську.
- Пістолет-кулемет вампірів — завдає середніх ушкоджень, натомість має слабку віддачу і високий темп стрільби. Місткість магазина — 50 набоїв, в запасі — 250.
- Дробовик вампірів — самозарядний дробовик з 8-зарядним магазином, завдає сильних ушкоджень на невеликій відстані і має низьку віддачу.
- Лезо вампірів — самозарядний гранатомет. Вампірські гранати мають більшу дальність польоту, ніж гвинтівкові, а гранатомет не потребує перезарядки. Всього 50 гранат у боєзапасі.
- Вогнемет вампірів — дуже рідкісна зброя, особливо ефективна на невеликій відстані, якщо Саймона оточили багато ворогів. Боєзапас — 100 одиниць пального[5].

## Сюжет
Події гри відбуваються в грудні 1916 року. Головний герой гри — 19-річний американець Саймон Бекнер, який вступив на службу добровольцем у британську армію, щоб взяти участь у Першій світовій війні. Під час чергової атаки батальйон Саймона знищують із засідки, а він зазнає контузії. Отямлюється він у закритому бункері разом з іншим солдатом, який, як виявилось, закрив двері і не впустив товаришів Саймона, через що ті загинули, отруєні газом. Після короткої суперечки солдат нападає на Саймона, і той убиває його, після чого вирішує прориватись самотужки до своїх через німецькі траншеї.
Згодом Саймон стикається з солдатами-зомбі і кротом-чаклуном. Після знищення усіх зомбі чаклун тікає, а Саймона схоплюють німецькі солдати і приводять до своєї фортеці, щоб віддати його якомусь Циммерману для експериментів. Однак на них нападає величезне чудовисько, скориставшись чим, Саймон тікає. Він проривається крізь фортецю, відбиваючись від німців, зомбі і могутнього привида. Згодом він зустрічає помираючого британського солдата., який перед смертю пояснює Саймону, що відбувається. В усьому винен божевільний вчений Йонас Циммерман, який проводить на людях експерименти для оживлення мертвих солдатів. Саймон дістається до замку, в якому Циммерман влаштував свою лабораторію. Йому вдається захопити Охоронця — бойового робота, і здолати самого Циммермана, який керує крокуючим танком, схожим на скорпіона. Перед смертю Циммерман смертельно ранить Саймона магічною залізною рукавицею «Темна Рука». До Саймона звертається жіночий голос, який розповідає, що під світом людей розташований світ вампірів, а ще глибше — пекло, світ демонів. Демони планують завоювати інші світи і лише володар рукавиці може їх зупинити. Саймон погоджується в обмін на життя зупинити демонів і одягає «Темну Руку», після чого отримує для допомогти фамільяра Ментора, чия душа містилась в рукавиці. Ментор розповідає Саймону історію вампірів і допомагає пробратись у підземний потяг, який веде у стимпанкові підземелля вампірів.
У підземеллях Саймону доводиться зіткнутись не лише з зомбі, але і з воїнами-вампірами, чий розум уже контролюють демони. Саймон зустрічає пораненого вампіра — одного з небагатьох, які зберегли свободу волі — котрий розповідає йому, що потрібно пробратися в пекло і знищити володаря демонів Мефістофеля, котрий командує вторгненням. Далі Саймон зустрічає привид вампірської жриці Ейлан, чий голос він чув ще на поверхні. Ейлан повідомляє, що демони підкорили останнього дракона Нагу, тому дає Саймону магічний кинджал, який необхідно всадити в серце дракона, щоб підкорити його. Саймон знаходить та перемагає Нагу, і той виносить його до входу в пекло, яке охороняв палий ангел Азазель. Спільними зусиллями Саймон і Нага долають Азазеля. Перед смертю ангел попереджає Саймона: якщо той увійде до пекла, то не зможе повернутись назад. Саймон погоджується на жертву і проходить крізь браму пекла.
Відбиваючись від орд демонів, Саймон знаходить дві магічні печатки, які не давали демонам здійснити вторгнення на Землю. Однак вони тепер опинилися в пеклі, тому демони можуть напасти. Саймон розшукує давнього охоронця-ґолема, взявши якого під контроль рукавицею, вступає в бій з Мефістофелем.
У грі є 3 кінцівки, які залежать від рівня складності:
- Легка складність. Після перемоги над Мефістофелем прокидається Хранитель Печаток і телепортує Саймона на Землю. Той отямлюється на березі Соммі 11 листопада 1918 року. Німецький солдат знаходить його і готується вбити, однак підходить інший німець і каже, що війна щойно закінчилась. Німець вирішує привести Саймона до британців. Медики виявляють, що у Саймона контузія і той не пам'ятає нічого, що відбувалось протягом останніх двох років, а його тіло вкрите шрамами і вживленими шматками металу, походження яких невідоме.
- Нормальна складність. Саймону не вдається вбити Мефістофеля, бо їх сили рівні. Тому він наважується на угоду з воєначальником демонів. Мефістофель обіцяє відстрочити вторгнення на 100 років, однак Саймон не вірить і викидає магічні печатки в портал, що веде на поверхню, аби демони не змогли здійснити вторгнення зараз. Саймон тепер не може повернутися з пекла та перетворюється на могутнього демона, одного з генералів пекельної армії, що готує майбутнє вторгнення.
- Висока складність. Саймон убиває Мефістофеля, після чого проголошує себе новим володарем пекла. В фінальній сцені він, перетворившись на крилате чудовисько, сидить на троні перед натовпом зомбі та підконтрольних вампірів і вирішує здійснити своє вторгнення на Землю, оскільки тепер ним керує лише жага крові.

## NecroVisioN: Lost Company
Офіційна передісторія, що зображає долю Циммермана та його спроби завадити вторгненню демонів, вийшла в 2010 році. У ній представлено 10 нових рівнів для одиночного проходження. В боях з монстрами можна використовувати бойову техніку, включаючи танк Рено FT і літак Halberstadt CL.II. Для багатокористувацьких боїв додані 3 карти, а також унікальний режим «Газова атака». Графічний рушій підтримує DirectX 10.

## Оцінки й відгуки
| Агрегатор    | Оцінка |
| ------------ | ------ |
| GameRankings | 65.92% |
| Metacritic   | 63/100 |

| Видання     | Оцінка |
| ----------- | ------ |
| GameSpot    | 7.0/10 |
| GamesRadar+ | [ 9 ]  |

NecrovisioN отримала середні та змішані відгуки. Наприклад, IGN оцінив її на 6,9/10, а GameSpot — на 7/10. Мартін Клейден з IT Reviews сказав, що гра є сумішшю Г. Ф. Лавкрафта та Medal of Honor, дія якої відбувається в часи Першої світової війни.